# Conseil d'arrondissement
Un conseil d'arrondissement est une assemblée délibérante habituellement formé de conseillers municipaux, mais dont le sens et les modalités varient selon les pays. Il en existe notamment en Belgique, en France, au Québec et au Sénégal. 

## France
En France, le conseil d'arrondissement peut faire référence à un des anciens conseils d'arrondissements départementaux mais aussi faire référence à un des conseils d'arrondissements municipaux (à Paris ou Lyon) ou des conseils de secteurs municipaux (à Marseille).

### Anciens conseils d'arrondissements départementaux
Chaque département français est subdivisé en arrondissements, chacun ayant sa sous-préfecture et étant dirigé par un sous-préfet. Sous la Troisième République, le conseil d'arrondissement était formé par des conseillers élus sur les territoires des cantons, au scrutin majoritaire uninominal à deux tours, comme les conseillers généraux. Le conseil devait compter un minimum de neuf conseillers, pour neuf cantons. S'il n'y avait pas assez de cantons, on divisait en deux circonscriptions les cantons les plus peuplés. Les conseillers étaient élus pour 6 ans, et renouvelables par moitié tous les trois ans. 
Comme pour les conseillers généraux, les candidats devaient être âgés de vingt-cinq ans minimum pour être élus. Les conseillers d'arrondissement faisaient partie du collège élisant les sénateurs, comme les députés, conseillers généraux, et délégués des conseils municipaux. Les fonctions de conseiller d'arrondissement n'étaient pas rémunérées et pouvaient être cumulées avec un mandat parlementaire. Leurs attributions étaient réduites et ils intervenaient surtout dans la répartition des contributions directes.
Les conseils d'arrondissement ont été suspendus par l'acte dit loi du 12 octobre 1940 et n'ont jamais été réactivés.

### Conseils d'arrondissements (ou de secteurs) municipaux
Trois villes — Lyon, Marseille, Paris — comptent des arrondissements municipaux en France. Le conseil d'arrondissement (ou de secteur à Marseille, un secteur regroupant plusieurs arrondissements) est élu selon le mode de scrutin prévu pour les communes de plus de 1 000 habitants : un tiers des élus siègent également au conseil municipal de la ville, les deux autres tiers ne siègent qu'au conseil d'arrondissement (ou de secteur à Marseille). Le conseil élit un maire d'arrondissement (ou de secteur) parmi ses membres siégeant au conseil municipal.
Les fonctions du conseil et du maire d'arrondissement (ou de secteur) sont les suivantes :
- le conseil d'arrondissement (ou de secteur) peut adresser des questions écrites au maire de la commune sur toute affaire intéressant l'arrondissement et il peut aussi demander au conseil municipal de débattre de ces affaires ;
- le conseil d'arrondissement (ou de secteur) est consulté par le conseil municipal sur les projets dont l'exécution aura lieu sur le territoire de l'arrondissement, le conseil donne en particulier son avis sur les questions concernant les subventions aux associations locales et les modifications du plan local d'urbanisme ; il gère les équipements collectifs de proximité, mais doit obtenir l'accord du conseil municipal pour lancer de nouveaux programmes d'implantation ;
- les logements dont l'attribution relève de la commune et qui sont situés dans l'arrondissement (ou le secteur) sont attribués pour moitié par le maire d'arrondissement (ou de secteur) et pour moitié par le maire de la commune ;
- le conseil municipal et le maire de la commune peuvent déléguer certains pouvoirs aux conseils et aux maires d'arrondissement (ou de secteur) ;
- le conseil d'arrondissement (ou de secteur) peut créer des conseils de quartier qui permettent aux habitants de se réunir régulièrement pour élaborer des propositions relatives à la vie de leur quartier (à Marseille le découpage administratif des quartiers respecte les limites des arrondissements municipaux même si la compétence exécutive est au niveau du secteur, toutefois les conseils de quartier peuvent réunir plusieurs quartiers du même secteur mais pas nécessairement dans le même arrondissement).

## Québec
Les grandes villes du Québec sont divisées en arrondissements qui sont administrés par un conseil d'arrondissement composés des élus locaux. L'arrondissement est composé d'un président ou d'un maire d'arrondissement ainsi que de conseillers élus dans l'arrondissement. Il s'en trouve notamment à Montréal, Québec, Sherbrooke, Longueuil et Saguenay.
Les conseils d'arrondissement sont compétents en matière d'urbanisme, de lutte contre les incendies, de matières résiduelles, d'aide au développement économique local, de parcs et locaux sportifs, culturels et de loisir, de voirie locale et de permis. Ils peuvent donc adopter des règlements en ces matières. Seuls les conseils d'arrondissement de la ville de Montréal peuvent emprunter, imposer une taxe et ester en justice. 

## Sénégal
Au Sénégal, les conseils d'arrondissements sont créés par la loi n° 96-09 du 22 mars 1996. Selon l'article 2, les conseillers et conseillères d'arrondissement sont élus au suffrage universel direct.

## Sources